# 1896
1896 (MDCCCXCVI) byl rok, který dle gregoriánského kalendáře započal středou.

## Události

### Česko
- 2. března – založen fotbalový klub FK Meteor Praha VIII
- 19. března – společnost Elektrická dráha Praha – Libeň – Vysočany zahájila provoz elektrické tramvaje
- 22. září – Na železniční trati mezi Zbraslaví a Vraném nad Vltavou u obce Jarov byl dán do provozu Jarovský tunel
- v polovině července byl předveden v Karlových Varech poprvé kinematograf; v říjnu také v Praze
- bylo zřízeno Jiráskovo gymnázium v Náchodě
- fotbalový klub SK Slavia Praha odehrál první zápas ve své historii
- byly založeny čokoládovny Orion

### Svět

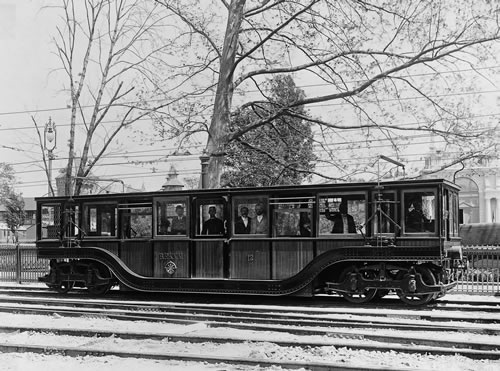
Vagon metra v Budapešti v roce 1896

- 4. ledna – Utah se stává 45. státem USA
- 1. března – etiopská armáda zvítězila nad italskou v bitvě u Adwy
- 3. března – asi 110 horníků zahynulo při požáru dolu Kleofáš v polských Katovicích
- 6. dubna – 15. dubna – letní Olympijské hry v řeckých Athénách
- 7. dubna – Fridtjof Nansen dosahuje nejsevernějšího bodu (86°13.6') v Arktidě na své expedici. Stal se prvním člověkem, který se dostal do takové blízkosti severního pólu.
- 2. května – byla dána do provozu první linka metra v Budapešti
- 20. května  – v Nižním Novgorodě byla zahájena tramvajová doprava
- 26. května – korunovace ruského cara Mikuláše II. v Moskvě[1]
- 30. května – Chodynská tragédie – během oslav korunovace ruského cara bylo v panice ušlapáno 1 389 lidí [2]
- 2. června – Guglielmo Marconi získal patent na bezdrátový telegraf
- 15. června – Při zemětřesení o síle 8,5 stupňů Richterovy stupnice a následné vlně tsunami zahynulo v Japonsku okolo 22 000 lidí
- 16. srpna – Na kanadské řece Klondike bylo objeveno zlato a začala zlatá horečka na Klondiku
- 27. srpna – Anglo-zanzibarská válka
- 9. září – do Norského Osla (Christianie) se z tříleté expedice po Arktidě s lodí Fram vrátil Fridtjof Nansen, kdy se pokoušel dosáhnout severního pólu
- 27. září – císař František Josef I. s rumunským králem Karlem I. a srbským králem Alexandrem I. slavnostně otevřel nově zregulovaný úsek Dunaje Železná vrata[3]
- 14. prosince – zahájení provozu Metra v Glasgow
- vznik hnutí Jugendbewegung
- Etiopie se osvobozuje od italské nadvlády. Císař Menelik začíná modernizovat zemi.

### Probíhající události
- 1881–1899 – Mahdího povstání
- 1895–1896 – První italsko-etiopská válka

## Vědy a umění
- 6. ledna – Auguste a Louis Lumièrové v Paříži promítali padesátisekundový film Příjezd vlaku do stanice La Ciotat
- 1. února – v Turíně byla uvedena premiéra opery Bohéma
- 10. prosince – Alfred Jarry uvedl premiéru divadelní hry Král Ubu v pařížském Théâtre de l'Œuvre
- Henryk Sienkiewicz vydal román Quo vadis
- Francouzský fyzik Henri Becquerel oznámil objev nového typu záření, později pojmenovaného jako radioaktivita
- Guglielmo Marconi si dal v Anglii patentovat rádio, které vynalezl nezávisle na A. S. Popovovi

## Knihy
- Otokar Březina – Svítání na západě
- Karel May – Satan a Jidáš
- Karel May – V zemi Mahdího
- Jan Neruda – Zpěvy páteční
- Karel Václav Rais – Západ
- Antal Stašek – Blouznivci našich hor
- Jules Verne – Milionář na cestách
- Jules Verne – Vynález zkázy
- Herbert George Wells – Ostrov doktora Moreaua

## Narození

### Česko
- 01. ledna

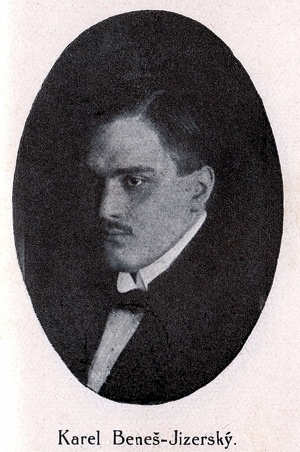
Karel Josef Beneš (* 21. února; spisovatel)

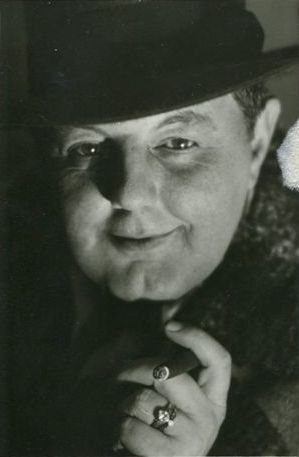
Jaroslav Jankovec (* 26. dubna; dirigent)

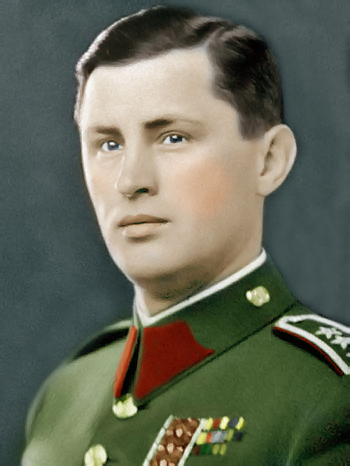
Josef Mašín (* 26. srpna; voják)

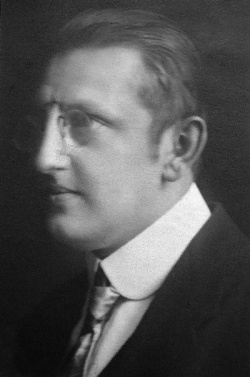
Svatopluk Klír (* 26. září; malíř)

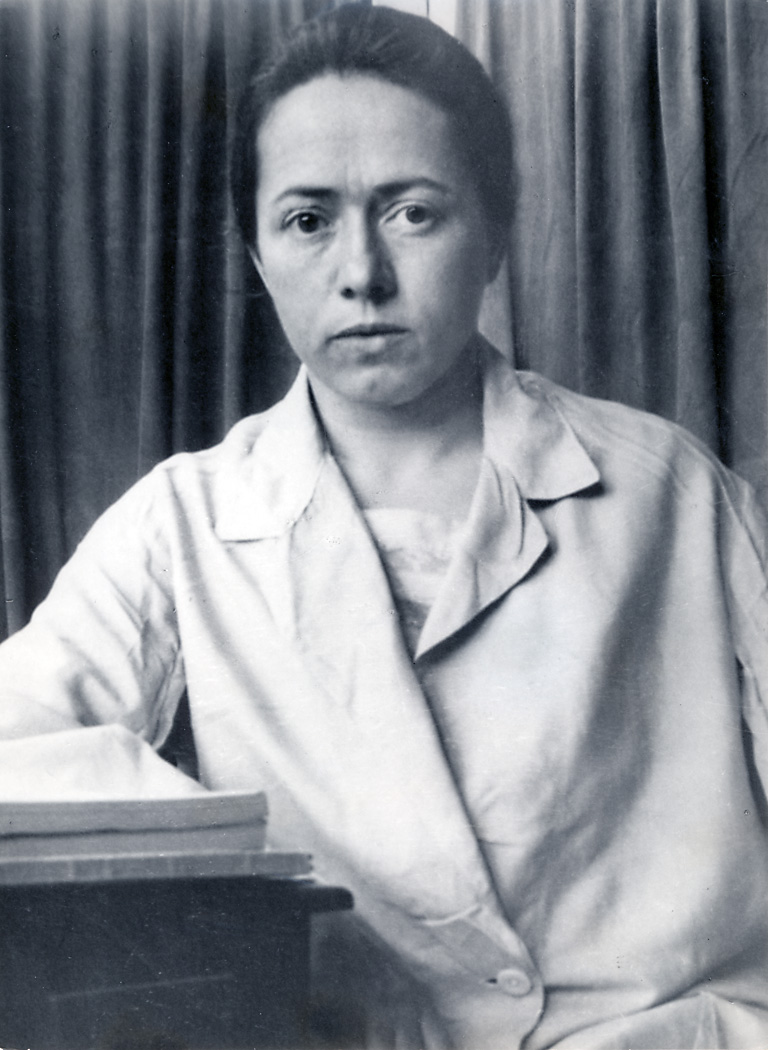
Vlasta Kálalová (* 26. října; lékařka)

  - Jiří Haller, bohemista a lexikograf († 25. ledna 1971)
  - Ivan Párkányi, poslední guvernér Podkarpatské Rusi, ministr čs. vlády († 23. prosince 1996)
- 08. ledna – Jaromír Weinberger, hudební skladatel a dirigent († 8. srpna 1967)
- 14. ledna – Karel Svolinský, malíř († 16. září 1986)
- 18. ledna – Antonín Zhoř, spisovatel († 31. března 1965)
- 28. ledna – Karel Paleček, legionář, generál, zakladatel československých výsadkových jednotek († 12. března 1962)
- 03. února
  - Jaroslav Havlíček, spisovatel († 7. dubna 1943)
  - Johannes Urzidil, pražský, německy píšící spisovatel († 2. listopadu 1970)
- 05. února – František Zajíček, odbojář, oběť komunismu († 7. července 1954
- 11. února – Miroslav Cikán, filmový režisér († 1. února 1962)
- 13. února – Ján Ševčík, československý politik († 6. března 1965)
- 17. února – Franz Sitte, katolický kněz († 8. ledna 1960)
- 18. února – Svatopluk Innemann, režisér, scenárista, kameraman a herec († 30. října 1945)
- 21. února – Karel Josef Beneš, spisovatel a scenárista († 27. března 1969)
- 25. února – Jan Němeček, hudební historik († 31. března 1968)
- 03. března – Lev Šimák, malíř († 19. října 1989)
- 14. března
  - Josef Krejsa, malíř († 21. dubna 1941)
  - Bohuš Stejskal, divadelní režisér († 18. května 1955)
- 17. března – Josef Sudek, fotograf († 15. září 1976)
- 18. března – Zet Molas, režisérka († 1956)
- 24. března – František Tichý, malíř († 7. října 1961)
- 27. března – Vilém Stanovský, divizní generál čs. Letectva, oběť komunismu († 14. července 1972)
- 07. dubna – Pavol Viboch, československý]politik a člen protinacistického odboje († 29. května 1981)
- 10. dubna
  - František Brož, hudební skladatel († 21. července 1962)
  - Jaroslav Tomášek, hudební skladatel († 26. listopadu 1970)
- 13. dubna – Alois Vocásek, účastník legendární bitvy u Zborova († 9. srpna 2003)
- 16. dubna – Jožka Jabůrková, československá levicová novinářka a spisovatelka († 31. července 1942)
- 26. dubna
  - Josef Solar, grafik, kaligraf a malíř († 1977)
  - Jaroslav Jankovec, dirigent a skladatel populární hudby († 6. září 1961)
- 27. dubna – František Hojer, československý fotbalový reprezentant († 16. prosince 1940)
- 02. května – Jan Škoda, divadelní režisér a herec († 17. listopadu 1981)
- 08. května – Jan Květ, historik umění († 14. července 1965)
- 11. května – Jan Stanislav Kolár, scenárista, režisér, herec a filmový kritik († 30. října 1973)
- 18. května – Jaroslav Kabeš, čs. ministr financí († 15. srpna 1964)
- 20. května – Jan Evangelista Koula, architekt († 22. listopadu 1975)
- 08. června – Jaroslav Volf, kladenský kamenosochař († 6. dubna 1977)
- 09. června
  - František Bláha, lékař, poslanec, signatář Charty 77 († 26. března 1979)
  - Miroslav Lorenc, architekt, legionář, účastník protinacistického odboje († 11. února 1943)
- 18. června – Július Maurer, československý politik, ministr († 24. května 1961)
- 05. července
  - Jan Novák, československý fotbalista († 10. dubna 1968)
  - Otto Šimonek, fotbalový reprezentant († ?)
- 06. července – Vladimír Polívka, klavírista, spisovatel a hudební skladatel († 11. května 1948)
- 15. července – Václav Fiala, malíř († 25. června 1980)
- 19. července
  - Ota Ginz, esperantista a překladatel († 29. února 1976)
  - Čeněk Kudláček, československý generál, legionář, protinacistický a protikomunistický odbojář († 13. února 1967)
- 27. července – Zdeněk Schmoranz, spisovatel, dramatik a novinář († 19. srpna 1942)
- 01. srpna – Jaromír Funke, fotograf († 22. března 1945)
- 05. srpna – František Peyr, československý fotbalový reprezentant († 1955)
- 10. srpna – Milena Jesenská, novinářka, spisovatelka a překladatelka († 17. května 1944)
- 12. srpna – Zdeněk Pešánek, sochař, malíř a architekt († 21. listopadu 1965)
- 15. srpna – Marie Tauerová, knihovnice, sochařka a překladatelka († 1981)
- 16. srpna – Ferdinand Nesrovnal, kněz, oběť komunistického režimu († 30. května 1952)
- 20. srpna – Heinrich Koch, česko-německý fotograf († 1. březen 1934)
- 26. srpna – Josef Mašín, československý důstojník, člen odbojové organizace Tři králové († 30. června 1942)
- 03. září
  - Otto Heller, kameraman († 17. února 1970)
  - Otakar Levý, literární historik a překladatel († 7. října 1946)
- 14. září – Rudolf Rauscher, právní historik († 6. listopadu 1941)
- 16. září – Eduard Winter, český duchovní a historik německého původu († 3. března 1982)
- 17. září – Karel Černohorský, muzejník,etnograf a archeolog († 23. března 1982)
- 22. září – Zdeněk Štěpánek, herec († 20. června 1968)
- 23. září – Karel Koubek, malíř († 24. září 1940)
- 25. září – Wenzel Jaksch, sudetoněmecký sociálně-demokratický politik († 27. listopadu 1966)
- 26. září – Svatopluk Klír, malíř († 28. prosince 1959)
- 08. října – Antonín Jemelka, kněz a malíř († 21. února 1972)
- 11. října – Ján Ursíny, československý politik, ministr, odbojář († 8. ledna 1972)
- 12. října – Karol Bacílek, první tajemník ÚV KSS, ministr československých vlád († 19. března 1974)
- 19. října – Marie Glabazňová, spisovatelka, učitelka a katolická básnířka († 22. června 1980)
- 24. října – Ján Papánek, československý diplomat († 30. listopadu 1991)
- 26. října – Vlasta Kálalová, lékařka, specialistka na tropické nemoci a entomologii († 15. února 1971)
- 27. října – Emil Weiland, československý politik, oběť komunismu († ?)
- 31. října – Emanuel Frinta, malíř († 3. února 1970)
- 01. listopadu
  - Antonín Bednář, dirigent, sbormistr a skladatel († 2. března 1949)
  - Karel Šejna, dirigent († 17. prosince 1982)
- 12. listopadu
  - Jan Poláček, sběratel hanáckých a slováckých lidových písní († 10. března 1968)
  - Leopold Slíva, československý politik († 6. června 1986)
- 23. listopadu – Klement Gottwald, československý komunistický politik a prezident († 14. března 1953)
- 26. listopadu – František Novotný, československý letecký konstruktér († leden 1946)
- 28. listopadu
  - František Dvořák, lékař, archeolog, popravený za účast v protinacistickém odboji († 10. června 1943)
  - Cyril Hykel, sběratel lidové slovesnosti († 19. března 1976)
- 29. listopadu – Josef Chvalovský, legionář a důstojník čs. armády († 27. srpna 1986)
- 01. prosince – Žofie Bohumila Langrová, generální představená Kongregace Milosrdných sester svatého Karla Boromejského († 10. května 1979)
- 02. prosince – Bohumil Váňa, československý politik, oběť komunismu († 14. října 1954)
- 07. prosince – Otto Ježek, básník († 30. září 1957)
- 09. prosince – Bedřich Stefan, sochař a medailér († 31. března 1982)
- 12. prosince – Willibald Gatter, německo-český automobilový konstruktér († 14. května 1973)
- 13. prosince – Karel Třešňák, herec a režisér († 29. května 1955)
- 16. prosince – Vít Grus, výtvarník a návrhář dřevěných hraček († 7. října 1981)
- 18. prosince – Jan Bělehrádek, lékař, rektor Univerzity Karlovy a politik († 8. května 1980)
- 22. prosince – Jaroslav Zaorálek, překladatel († 20. října 1947)
- 23. prosince
  - Antonín Schenk, osobní sekretář Tomaše Garrigue Masaryka († 20. května 1970)
  - Drahoš Želenský, herec († 15. února 1959)
- 24. prosince – Alois Schneiderka, malíř († 7. září 1958)
- 25. prosince – Štefan Kočvara, československý exilový politik († 17. října 1973)

### Svět

André Breton (* 19. února)

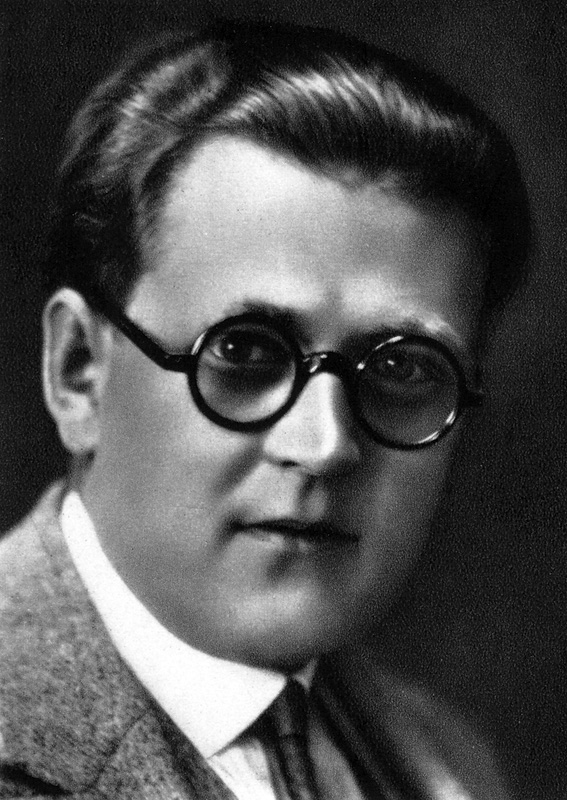
Jozef Cíger-Hronský (* 23. února)

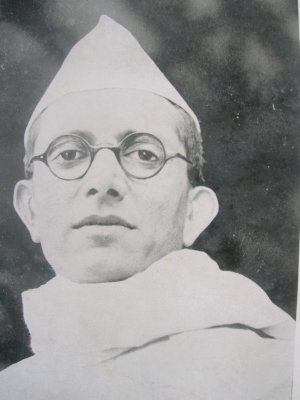
Mórárdží Désaí (* 29. února)

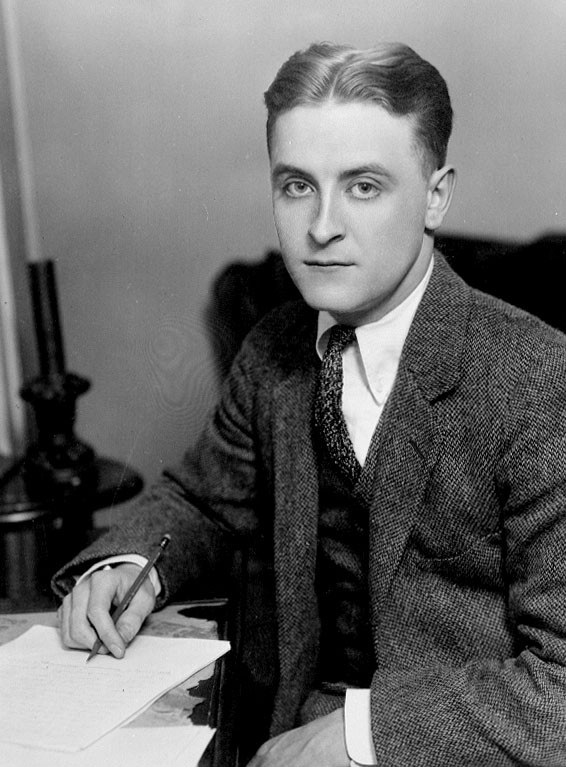
Francis Scott Fitzgerald (* 24. září)

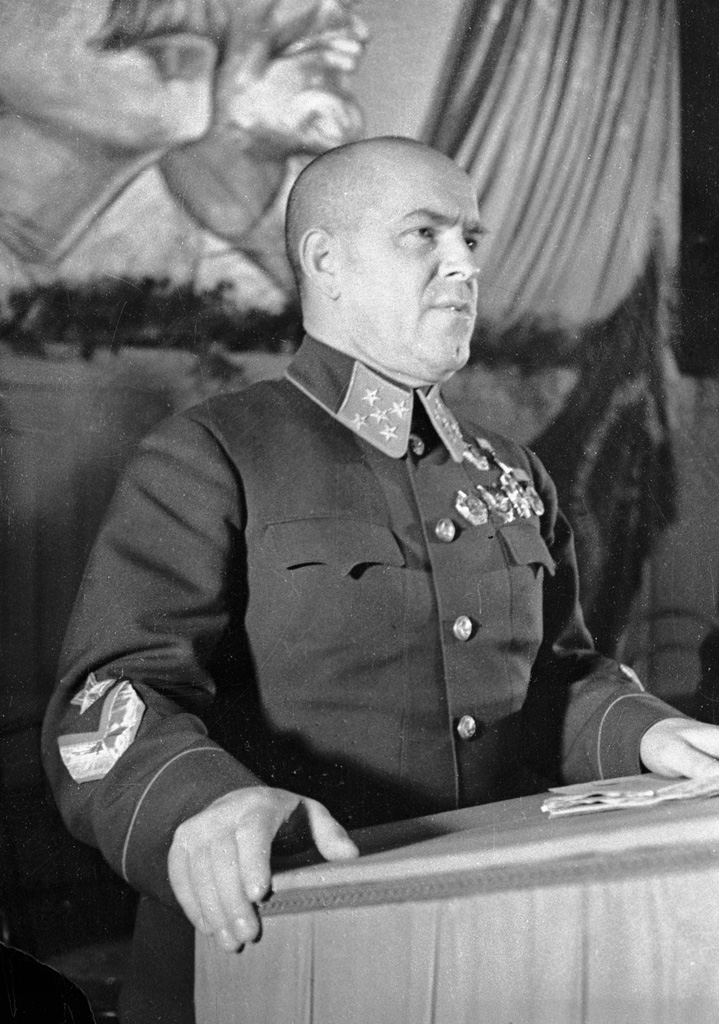
Georgij Konstantinovič Žukov (* 1. prosince)

- 2. ledna – Dziga Vertov, ruský režisér dokumentárních filmů († 12. února 1954)
- 12. ledna – David Wechsler, americký psycholog († 2. května 1981)
- 14. ledna
  - John Dos Passos, americký spisovatel († 28. září 1970)
  - Jeronim Uborevič, carský důstojník, později sovětský vojenský velitel († 12. června 1937)
- 18. ledna – Ville Ritola, finský vytrvalec, olympijský vítěz († 24. dubna 1982)
- 20. ledna – Charles E. Brown, britský letecký fotograf († 9. října 1982)
- 21. ledna – Paula Hitlerová, mladší sestra Adolfa Hitlera († 1. června 1960)
- 23. ledna – Šarlota Lucemburská, dcera velkovévody Viléma IV. Lucemburského († 9. července 1985)
- 27. ledna – Agustín Muñoz Grandes, španělský generál, předseda španělské vlády († 11. července 1970)
- 2. února – Kazimierz Kuratowski, polský matematik († 18. června 1980)
- 7. února – Jacob Paludan, dánský spisovatel († 26. září 1975)
- 19. února – André Breton, francouzský básník a prozaik († 28. září 1966)
- 20. února – Henri de Lubac, francouzský teolog, kardinál († 4. září 1991)
- 23. února – Jozef Cíger-Hronský, slovenský spisovatel a malíř († 13. července 1960)
- 26. února – Andrej Ždanov, sovětský komunistický politik a ideolog († 31. srpna 1948)
- 29. února – Mórárdží Désaí, premiér Indie († 10. dubna 1995)
- 7. března – Edouard Peisson, francouzský námořní důstojník a spisovatel († 2. září 1963)
- 12. března – Jesse Fuller, americký zpěvák, kytarista a hráč na foukací harmoniku († 29. ledna 1976)
- 16. března – Liou Chaj-su, čínský malíř († 7. srpna 1994)
- 17. března – Tádž ol-Molouk, íránská královna († 10. března 1982)
- 29. března – Wilhelm Friedrich Ackermann, německý matematik a filosof († 24. prosince 1962)
- 3. dubna – Józef Czapski, polský malíř a spisovatel († 12. ledna 1993)
- 15. dubna – Gerhard Fieseler, německý stíhací pilot, konstruktér a výrobce letadel († 1. září 1987)
- 16. dubna – Tristan Tzara, francouzský básník a dramatik († 25. prosince 1963)
- 24. dubna – Jaka Avšič, jugoslávský generál († 3. ledna 1978)
- 26. dubna – Ernst Udet, německý stihač, nacistický generál († 17. listopadu 1941)
- 29. dubna – Eric Johansson, německý malíř a grafik (* 4. června 1979)
- 30. dubna – Reverend Gary Davis, americký bluesový zpěvák, kytarista a skladatel († 5. května 1972)
- 1. května – Mark W. Clark, americký generál († 17. dubna 1984)
- 2. května – Helena Řecká a Dánská, dcera řeckého krále Konstantina I. († 28. listopadu 1982)
- 4. května – Oliver Stanley, britský konzervativní politik, ministr († 10. prosince 1950)
- 6. května – Rolf Sievert, švédský fyzik († 3. října 1966)
- 7. května – Kathleen McKaneová Godfreeová, anglická tenistka a badmintonistka († 19. června 1992)
- 18. května – Martin Munkácsi, novinářský fotograf († 13. července 1963)
- 19. května – Karel Prusík, rakouský hudební pedagog a horolezec († 8. května 1961)
- 22. května – Hubert Lanz, generál Wehrmachtu († 12. srpna 1982)
- 23. května – Felix Steiner, nacistický generál († 12. května 1966)
- 6. června – Italo Balbo, italský fašista, spolupracovník Benita Mussoliniho († 28. června 1940)
- 7. června
  - Robert Sanderson Mulliken, americký chemik, Nobelova cena 1966 († 31. října 1986)
  - Imre Nagy, maďarský komunistický reformní politik a premiér († 16. června 1958)
- 18. června – Władysław Langner, polský generál († 28. září 1972)
- 11. června – Charlotte Rudolph, německá fotografka († 2. září 1983)
- 3. července
  - Igo Sym, rakousko-polský herec († 7. března 1941)
  - Isaac Puente, baskický lékař a anarchokomunista († 1. září 1936)
- 4. července – Mao Tun, čínský spisovatel, ministr kultury († 27. března 1981)
- 11. července – Ludwig Fleck, polský lékař a mikrobiolog († 5. července 1961)
- 13. července
  - Boris Ivanovič Čeranovskij, sovětský letecký konstruktér († 17. prosince 1960)
  - Mordechaj Ardon, izraelský malíř († 18. června 1992)
- 14. července – Buenaventura Durruti, španělský anarchista († 20. listopadu 1936)
- 16. července – Trygve Lie, norský politik, první generální tajemník OSN († 30. prosince 1968)
- 19. července – Archibald Joseph Cronin, skotský lékař a spisovatel († 6. ledna 1981)
- 20. července – Keizó Komura, admirál japonského císařského námořnictva († 7. února 1978)
- 27. července – Lawrence Lumley, 11. hrabě ze Scarborough, britský generál a politik († 29. června 1969)
- 3. srpna – Jona Jakir, komunistický politik, sovětský vojenský velitel a teoretik († 11. června 1937)
- 9. srpna – Jean Piaget, švýcarský filozof a vývojový psycholog († 16. září 1980)
- 10. srpna – Konrad Johannesson, kanadský hokejista, olympijský vítěz 1920 († 25. října 1968)
- 13. srpna – Rudolf Schmundt, nacistický generál († 1. října 1944)
- 15. srpna
  - Gerty Coriová, česko-americká lékařka a biochemička, Nobelova cena 1947 († 26. října 1957)
  - Catherine Doherty, kanadská katolická náboženská spisovatelka a sociální aktivistka († 14. prosince 1985)
  - Lev Sergejevič Těrmen, ruský fyzik a vynálezce († 3. listopadu 1993)
- 17. srpna
  - Leslie Groves, americký vojenský inženýr, vedoucí projektu Manhattan († 13. července 1970)
  - Tõnis Kint, předseda estonské exilové vlády († 5. ledna 1991)
- 1. září
  - André Hunebelle, francouzský filmový scenárista, producent a režisér († 27. listopadu 1985)
  - A. C. Bhaktivédánta Svámí Prabhupáda, indický náboženský vůdce, zakladatel-áčárja Mezinárodní společnosti pro vědomí Krišny, ISKCONu († 14. listopadu 1977)
- 4. září – Antonin Artaud, francouzský básník a divadelník († 4. března 1948)
- 5. září – Heimito von Doderer, rakouský spisovatel († 23. prosince 1966)
- 6. září – Mario Praz, italský literární kritik, překladatel a historik umění († 23. března 1982)
- 12. září – Elsa Trioletová, francouzská spisovatelka († 16. června 1970)
- 15. září – Alexej Innokenťjevič Antonov, sovětský generál († 18. června 1962)
- 20. září – Friedrich Sämisch, německý šachový velmistr († 16. srpna 1975)
- 22. září – Uri Cvi Greenberg, izraelský básník, novinář a politik († 8. května 1981)
- 24. září – Francis Scott Fitzgerald, americký spisovatel a scenárista († 21. prosince 1940)
- 25. září
  - Roberto Gerhard, katalánský hudební skladatel († 5. ledna 1970)
  - Sandro Pertini, sedmý prezident italské republiky († 24. února 1990)
- 2. října – Jacques Duclos, francouzský komunistický politik († 25. dubna 1975)
- 3. října – Stanisław Tatar, polský generál († 16. prosince 1980)
- 9. října – Bill Cook, kanadský profesionální hokejista († 6. dubna 1986)
- 12. října
  - Ernst Ruben Lagus, finský generál († 15. července 1959)
  - Eugenio Montale, italský básník, Nobelova cena 1975 († 12. září 1981)
- 17. října – Roman Petrovič Romanov, člen ruské carské rodiny († 23. října 1978)
- 21. října – Jevgenij Lvovič Švarc, ruský dramatik, prozaik, básník, filmový scenárista († 15. ledna 1958)
- 22. října – Charles Glen King, americký biochemik († 23. ledna 1988)
- 23. října – Roman Jakobson, ruský lingvista († 18. července 1982)
- 10. listopadu – Heinz Prüfer, německý matematik († 7. dubna 1934)
- 11. listopadu – Lucky Luciano, americký mafiánský boss († 26. ledna 1962)
- 13. listopadu – Nobusuke Kiši, japonský politik, ministr († 7. srpna 1987)
- 14. listopadu
  - Mamie Eisenhowerová, manželka 34. prezidenta USA Dwighta D. Eisenhowera († 1. listopadu 1979)
  - Eduard Kneifel, evangelický duchovní církevní historik a skladatel duchovních písní († 9. března 1993)
- 15. listopadu – Bronisław Duch, polský generál za druhé světové války († 9. října 1980)
- 16. listopadu – Oswald Mosley, vůdce britského fašismu († 3. prosince 1980)
- 17. listopadu – Lev Vygotskij, sovětský psycholog († 11. června 1934)
- 18. listopadu – Michail Nikolajevič Čisťakov, maršál dělostřelectva Sovětského svazu († 26. dubna 1980)
- 23. listopadu – Viktor Kosenko, ukrajinský hudební skladatel, klavírista a pedagog († 3. října 1938)
- 30. listopadu – Peter Hansen, německý generál, zakladatel polního dělostřelectva Waffen-SS († 23. května 1967)
- 1. prosince – Georgij Konstantinovič Žukov, sovětský vojevůdce a politik († 18. června 1974)
- 2. prosince – Philippe Étancelin, francouzský automobilový závodník († 13. října 1981)
- 3. prosince – Michael Balint, maďarský psychoanalytik († 31. prosince 1970)
- 5. prosince – Carl Ferdinand Cori, americko-rakouský biochemik, Nobelova cena 1947 († 20. října 1984)
- 6. prosince – Ira Gershwin, americký textař († 17. srpna 1983)
- 9. prosince – Fritz von Scholz, nacistický generál († 28. července 1944)
- 21. prosince – Konstantin Konstantinovič Rokossovskij, sovětský a polský maršál, polský ministr obrany († 3. srpna 1968)
- 23. prosince – Giuseppe Tomasi di Lampedusa, italský spisovatel († 23. července 1957)
- 29. prosince – David Alfaro Siqueiros, mexický malíř († 6. ledna 1974)
- 31. prosince
  - Carl Ludwig Siegel, německý matematik († 4. dubna 1981)
  - Jisra'el Rokach, izraelský politik, ministr, starosta Tel Avivu († 13. září 1959)
- ? – Tommy Johnson, americký zpěvák, skladatel a kytarista († 1. listopadu 1956)
- ? – Karel Niestrath, německý sochař († 1971)

## Úmrtí

### Česko

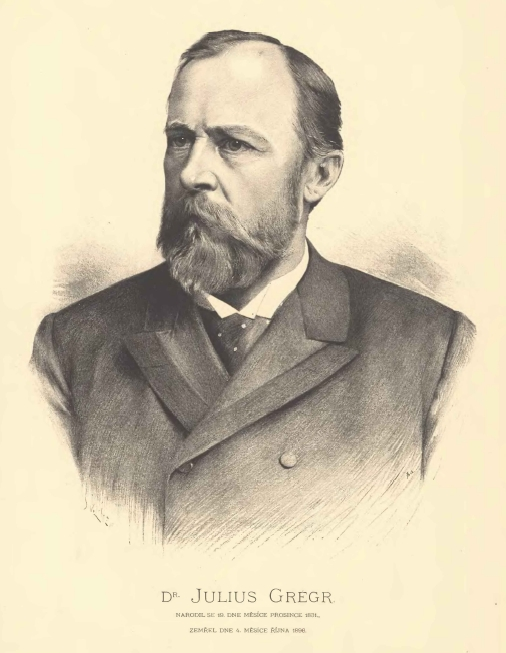
Julius Grégr († 4. října)

- 15. ledna – Karel Jonáš, česko-americký politik, novinář a lingvista (* 30. října 1840)
- 19. ledna – Václav František Červený, výrobce hudebních nástrojů (* 27. září 1819)
- 22. ledna – Emil Zillich, český malíř (* 11. října 1830)
- 23. ledna – Christian d'Elvert, moravský politik a historik (* 11. dubna 1803)
- 27. ledna – Čeněk Hevera, český ekonom a politik (* 7. prosince 1836)
- 31. ledna – Josef Jiří Kolár, český herec, režisér, překladatel, spisovatel (* 9. února 1812)
- 20. února – Karel Teige, český muzikolog (* 23. října 1859)
- 20. března – Antonín Husák, kněz, poslanec Českého zemského sněmu (* 1819)
- 29. března – Josef Rank, rakouský spisovatel (* 10. června 1816)
- 12. dubna – František Hartl, poslanec Českého zemského sněmu (* ? 1833)
- 20. dubna – Anton Jahnel, rakouský a český politik německé národnosti (* 1. května 1825)
- 6. května – Jan Hrdý, pedagog a spisovatel (* 8. března 1838)
- 18. května – Vilém Kandler, český malíř (* 28. února 1816)
- 14. června – František Sequens, český malíř (* 21. listopadu 1836)
- 27. června – Mamert Knapp, český nakladatel a knihtiskař (* 9. května 1837)
- 24. července – Hynek Palla, český hudební skladatel a propagátor Sokola (* 12. prosince 1837)
- 31. července – Jan Vlk, český právník, buditel a básník (* 8. července 1822)
- 22. srpna – Romuald Dubový, český advokát, básník a překladatel (* 6. února 1856)
- 26. srpna – Hugo Göttl, poslanec Českého zemského sněmu (* 1821)
- 4. září – Jan Václav Kautský, malíř a jevištní výtvarník (* 14. září 1827)
- 1. října – Josef Florian Vogl, český a rakouský geolog a politik (* 6. listopadu 1818)
- 4. října – Julius Grégr, český politik (* 19. prosince 1831)
- 5. října – Václav Bělohradský, český patolog (* 14. ledna 1844)
- 11. října – Bohuslav Chotek z Chotkova, český šlechtic a diplomat (* 4. července 1829)
- 8. listopadu – Adolf Skopec, poslanec Českého zemského sněmu a Říšské rady (* 20. července 1829)
- 13. listopadu – Čeněk Hausmann, matematik, profesor mechaniky, rektor Pražské polytechniky (* 3. února 1826)
- 24. listopadu – Giovanni Kminek-Szedlo, italský egyptolog českého původu (* 22. dubna 1828)
- 6. prosince – František Kavan, český skladatel a sbormistr (* 13. ledna 1818)
- 12. prosince – Ludwig Grünberger, klavírista a hudební skladatel (* 24. dubna 1839)

### Svět

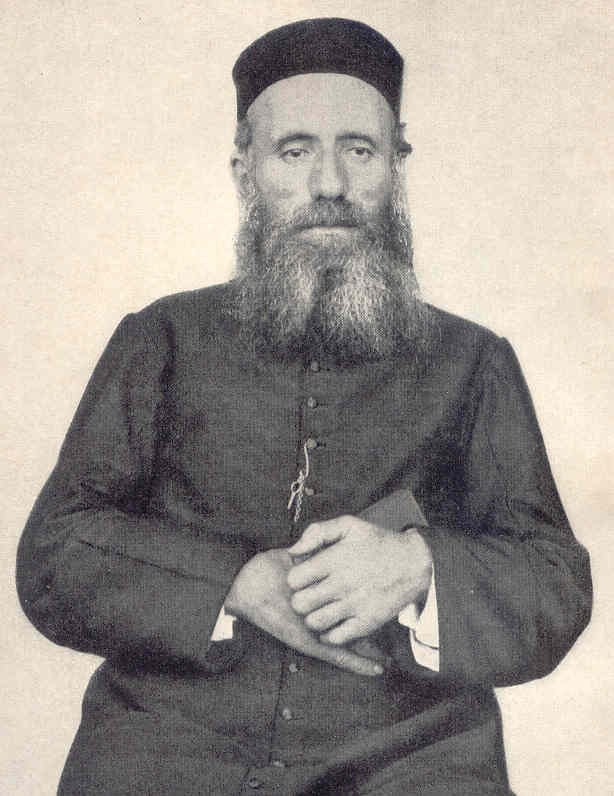
Jacques Berthieu († 8. června)

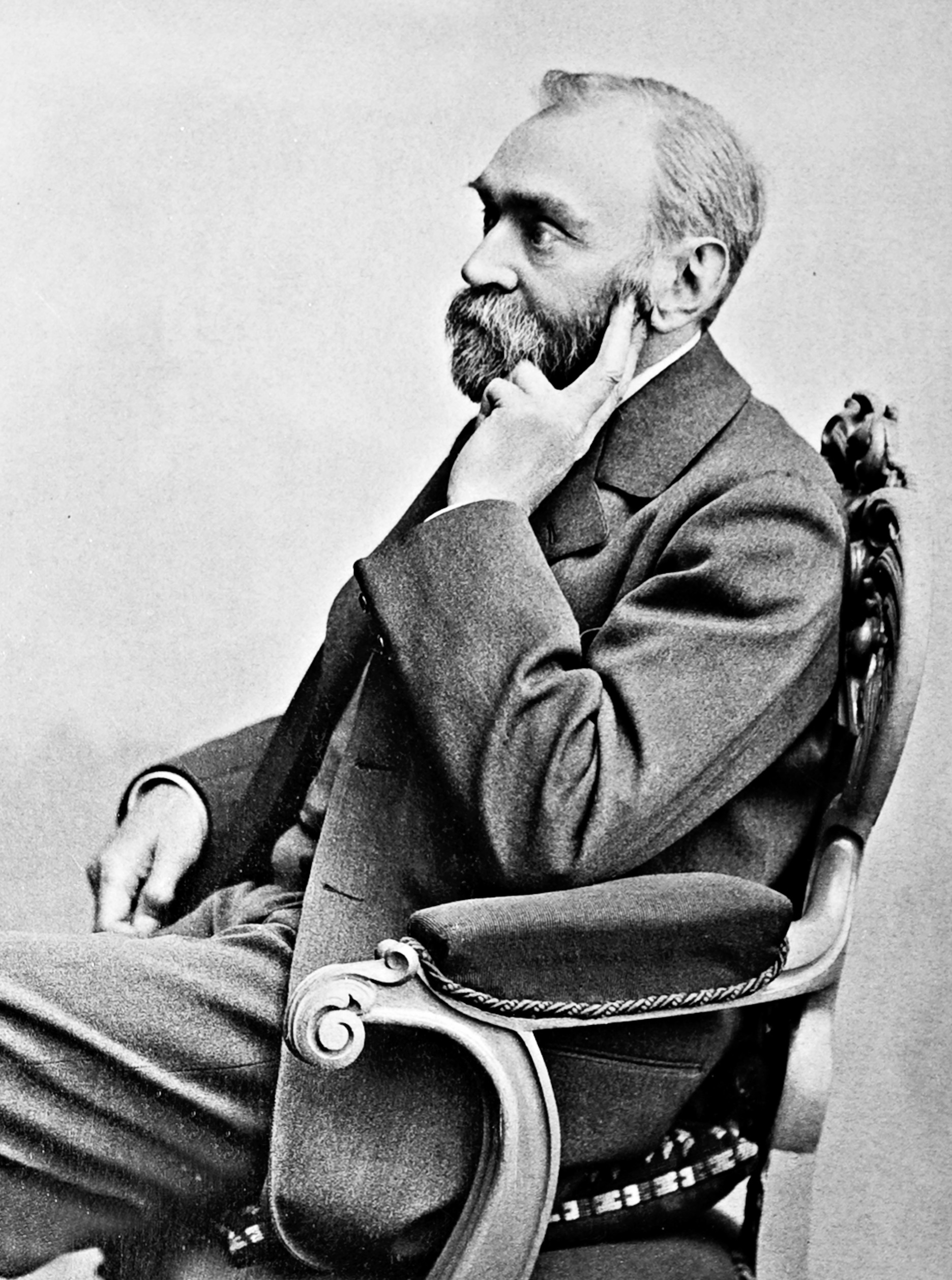
Alfred Nobel († 10. prosince)

- 4. ledna – Henri-Alfred Jacquemart, francouzský sochař (* 24. února 1824)
- 5. ledna – James Wallace Black, americký fotograf (* 10. února 1825)
- 8. ledna – Paul Verlaine, francouzský básník (* 30. března 1844)
- 15. ledna – Mathew Brady, americký novinářský fotograf (* 18. května 1822)
- 25. ledna – Frederick Leighton, anglický malíř a sochař (* 3. prosince 1830)
- 28. ledna – Giuseppe Fiorelli, italský archeolog (* 8. června 1823)
- 12. února – Ambroise Thomas, francouzský operní skladatel období romantismu (* 5. srpna 1811)
- 28. února – Ante Starčević, chorvatský politik, publicista a spisovatel (* 23. května 1823)
- 3. dubna – Cesare Mattei, italský léčitel 19. století (* 11. ledna 1809)
- 16. dubna – Viktor Oskar Tilgner, rakouský sochař a portrétista (* 25. října 1844)
- 21. dubna – Maurice de Hirsch, německo-židovský bankéř, filantrop a mecenáš (* 9. prosince 1831)
- 26. dubna – Vincenz Pilz, rakouský sochař (* 14. listopadu 1816)
- 7. května
  - H. H. Holmes, americký sériový vrah (* 16. května 1861)
  - Luigi Galimberti, kardinál a teolog (* 26. dubna 1835)
- 19. května – Karel Ludvík Rakousko-Uherský, rakouský arcivévoda (* 30. července 1833)
- 20. května – Clara Schumannová, německá klavíristka a skladatelka(* 13. září 1819)
- 24. května – Luigi Federico Menabrea, italský inženýr, matematik, generál, politik a diplomat (* 4. září 1809)
- 25. května – Franz Kuhn von Kuhnenfeld, ministr války Rakouska-Uherska (* 25. června 1817)
- 27. května – Alexandr Stoletov, ruský fyzik (* 10. srpna 1839)
- 6. června – Josef Dachs, rakouský pianista a hudební pedagog (* 30. září 1825)
- 8. června – Svatý Jacques Berthieu, francouzský misionář (* 26. listopadu 1838)
- 29. června – Marmaduke Wyvill, anglický politik a šachový mistr (* 22. prosince 1815)
- 1. července – Harriet Beecher Stoweová, americká spisovatelka (* 14. června 1811)
- 4. července – Marcelo H. del Pilar, filipínský spisovatel a novinář (* 30. srpna 1850)
- 8. července – Johann Jakob Weilenmann, švýcarský alpinista (* 24. ledna 1819)
- 9. července – Ernst Beyrich, německý geolog a paleontolog (* 31. srpna 1815)
- 10. srpna – Otto Lilienthal, německý průkopník letectví a konstruktér (* 23. května 1848)
- 13. srpna – John Everett Millais, anglický malíř (* 8. června 1829)
- 10. září – Egon Hohenlohe-Waldenburg-Schillingsfürst, rakouský šlechtic (* 3. února 1853)
- 18. září – Hippolyte Fizeau, francouzský fyzik (* 23. září 1819)
- 23. září – Ivar Aasen, norský jazykovědec a básník (* 5. srpna 1813)
- 3. října – William Morris, anglický textilní výtvarník a spisovatel (* 24. března 1834)
- 11. října – Anton Bruckner, rakouský hudební skladatel (* 4. září 1824)
- 20. října – Félix Tisserand, francouzský astronom (* 13. ledna 1845)
- 9. listopadu – Napoleon Sarony, americký litograf a fotograf (* 1821)
- 10. prosince – Alfred Nobel, švédský chemik (* 21. října 1833)
- 25. prosince – Lina Jonn, švédská průkopnice v oblasti fotografického průmyslu (* 8. března 1861)
- 26. prosince – Emil du Bois-Reymond, německý lékař a fyziolog (* 7. listopadu 1818)
- ? – Luigia Abbadia, italská operní pěvkyně (* 1821)
- ? – Karl Bergamasko, ruský fotograf italského původu (* 1830)

## Hlavy států
- České království – František Josef I.
- Papež – Lev XIII.
- Království Velké Británie – Viktorie
- Francouzská republika – Félix Faure
- Uherské království – František Josef I.
- Rakouské císařství – František Josef I.
- Rusko – Mikuláš II.
- Prusko – Vilém II. Pruský
- Dánsko – Kristián IX.
- Švédsko – Oskar II.
- Belgie – Leopold II. Belgický
- Nizozemsko – Vilemína Nizozemská
- Řecko – Jiří I. Řecký
- Španělsko – Alfons XIII. Španělský
- Portugalsko – Karel I. Portugalský
- Itálie – Umberto I.
- Osmanská říše – Abdulhamid II.
- USA – Grover Cleveland
- Japonsko – Meidži